# Municipio de Middle (Indiana)
El municipio de Middle (en inglés: Middle Township) es un municipio ubicado en el condado de Hendricks en el estado estadounidense de Indiana. En el año 2010 tenía una población de 6170 habitantes y una densidad poblacional de 76,64 personas por km².

## Geografía
El municipio de Middle se encuentra ubicado en las coordenadas 39°51′54″N 86°28′11″O / 39.86500, -86.46972. Según la Oficina del Censo de los Estados Unidos, el municipio tiene una superficie total de 80.51 km², de la cual 80,48 km² corresponden a tierra firme y (0,04 %) 0,03 km² es agua.

## Demografía
Según el censo de 2010, había 6170 personas residiendo en el municipio de Middle. La densidad de población era de 76,64 hab./km². De los 6170 habitantes, el municipio de Middle estaba compuesto por el 97,81 % blancos, el 0,23 % eran afroamericanos, el 0,21 % eran amerindios, el 0,41 % eran asiáticos, el 0,28 % eran de otras razas y el 1,07 % eran de una mezcla de razas. Del total de la población el 1,22 % eran hispanos o latinos de cualquier raza.